# Sarvandikar
Sarvandikar (en armeni: Սարվանդիքար), en turc: Savranda Kalesi), també escrit Sarvanda k'ar, fou un castell de l'antic Regne d'Armènia Menor, situat en l'actual província turca d'Osmaniye, a uns 115 km a l'est d'Adana.

## Etimologia
El seu nom és d'origen armeni, està compost per dues paraules sarvanda k'ar , i significa «plana a dalt de la roca».

## Descripció
Savranda fou una fortalesa construïda per vigilar i protegir l'extrem sud de les Portes de Síria, un camí de pas entre les Muntanyes de Nur i la regió de Síria. Més al sud, en aquest mateix camí estava el castell croat de Rocauillem.
El castell consta de dues muralles fortificades amb torretes i murs gruixuts per la banda sud i est, protegida per escarpats vessants en la banda nord i oest. Tot i que estigué ocupat durant breus períodes pels romans d'Orient, es tracta d'una construcció armènia que es feu a petició dels senyors de la Primera Croada, anteriorment només hi havia una torre.
El primer estudi arqueològic que es va fer, amb un plànol i descripció de tot el complex, va ser el 1979 per R. W. Edwards. El conjunt té forma irregular, que s'adapta acuradament al relleu. El caracteritzen les torres arrodonides, l'entrada en corba, i uns bells carreus ben definits. Hi ha una petita capella construïda dins del perímetre de la muralla just al sud de l'entrada. El 1977 el govern de Turquia inicià la construcció d'una presa i una estació hidroelèctrica als peus del castell. Amb aquestes obres quedà destruïda una petita vila que hi havia en aquell lloc.

## Història
El castell de Sarvandikar és esmentat per primera vegada el 1069, quan una tropa de seljúcides passà per aquest lloc quan només era una torre romana d'Orient. Durant la primera croada, l'exèrcit comandat per Tancred de Galilea ocupà la fortalesa i entre el 1101 i el 1102 hi tingué empresonat a Ramon de Sant Geli. El 1135 el baró rubènida Levon I capturà el castell. Un any després el mateix Levon fou capturat pels croats i fou allibrat a canvi del pagament d'un quantiós rescat, més la donació de Savranda. Després de diversos intercanvis de propietat com aquest entre els anys 1172 i 1185, el castell quedà com a possessió armènia, governada pel baró Simbaci, descendent de Hethum, la qual passà als seus hereus fins al 1298. Aquell any els mamelucs l'ocuparen temporarilment fins que el 1337 tornà a estar sota sobirania d'Armènia.